# Ле-Буа-Плаж-ан-Ре
Ле-Буа-Плаж-ан-Ре (фр. Le Bois-Plage-en-Ré) — коммуна во Франции, находится в регионе Пуату — Шаранта, на острове Ре. Департамент коммуны — Шаранта Приморская. Входит в состав кантона Сен-Мартен-де-Ре. Округ коммуны — Ла-Рошель.
Код INSEE коммуны — 17051.

## Население
Население коммуны на 2010 год составляло 2358 человек.
| 1962 | 1968 | 1975 | 1982 | 1990 | 1999 | 2010 |
| ---- | ---- | ---- | ---- | ---- | ---- | ---- |
| 1172 | 1172 | 1317 | 1560 | 2014 | 2245 | 2358 |

## Экономика
В 2010 году среди 1367 человек трудоспособного возраста (15—64 лет) 932 были экономически активными, 435 — неактивными (показатель активности — 68,2 %, в 1999 году было 66,5 %). Из 932 активных жителей работали 818 человек (416 мужчин и 402 женщины), безработных было 114 (56 мужчин и 58 женщин). Среди 435 неактивных 96 человек были учениками или студентами, 229 — пенсионерами, 110 были неактивными по другим причинам.

## Ссылки

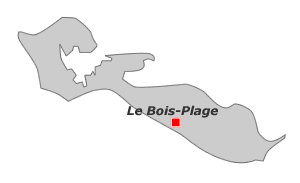
Местоположение коммуны на острове Ре